# Daubenya
Daubenya é um género botânico pertencente à família Asparagaceae .

## Espécies
- Daubenya alba
- Daubenya angustifolia
- Daubenya aurea
- Daubenya aurea var. coccinea
- Daubenya capensis
- Daubenya coccinea
- Daubenya comata
- Daubenya fulva
- Daubenya marginata
- Daubenya namaquensis
- Daubenya stylosa
- Daubenya zeyheri